# 新金山 (電視劇)
《新金山》（英文：New Gold Mountain）是一部澳大利亚电视剧，于2021年10月13日在特别广播服务公司电视台首播。这部合共四集的电视剧是由Goalpost Television制作，由羅旭能编剧，陳思雨执导，凱莉·杜弗雷納监制。  

## 概要
《新金山》剧情发生于1855年淘金潮时期的维州巴拉瑞特金矿区。剧集以華人礦工為視角，講述他們為了虛妄的財富甘冒一切風險，在澳洲淘金熱潮下在這片陌生土地的不為人知的故事。
略顯中式英語的劇名「新金山」，來源於廣東淘金者初到之時，對澳洲的別稱。「舊金山」美國加州的淘金潮於1848年前後興起；而澳洲的金礦在19世紀50年代才被發現，故名「新金山」。
《新金山》可能是澳洲電視史上首部最多廣東話對白的劇集，接近30%的劇情涉及中文。该剧以参演電影《花木蘭》的华裔艺人安柚鑫为男主角，女主角则大胆启用了刚毕业的新人。

## 分集剧情

### 第一集 Propriety
梁偉成，魅力十足但道德欠佳的華人工頭，正在深一腳淺一腳地視察著一片富含黃金的礦層，突然在一條華人常走的小徑上發現了一具歐洲女人的屍體。是謀殺？他驚覺自己捲入了一場陰謀當中。

### 第二集 Righteousness
一時間，梁偉成要面對來自白人與華人的雙面夾擊。一方面，一個神秘的紅髮獨耳白人目擊他站在那個歐洲女人屍體的旁邊；另一方面，華人「兄弟會」派來的張蕾步步緊逼，威脅著他工頭的地位。

### 第三集 Shame
梁偉成一直懷疑自己的弟弟梁伟申與安妮的死有關。他背著弟弟急切地尋找事實的真相。而貝兒卻懷疑格雷森醫生並不如他聲稱般無辜。她參加了一場隆重的社交聚會，就是為了從格雷森身上找出真相。

### 第四集 Integrity
張蕾與梁偉成達成交易，秘密運行那個由華人發現的金礦。同時，湯姆因被控謀殺安妮入獄。然而，貝兒和哈蒂發現一切犯罪跡象都指向了中國人。

## 演员

### 主演
- 安柚鑫 饰 梁伟成
- 艾莉莎·薩瑟蘭[10] 饰 贝尔（貝爾·羅伯茨）
- 克里斯托弗·詹姆斯·貝克 饰 死者丈夫（帕特里克·托馬斯）
- Sam Wang 饰 梁伟申
- Mabel Li 饰 张蕾
- Chris Masters Mah 饰 国
- 萊昂妮·懷曼 饰 哈蒂（Hattie）
- 瑞斯·穆爾東 饰 专员
- 艾莉森·貝爾 饰 专员夫人
- 丹·斯皮爾曼 饰 弗雷德里克·斯坦迪什

### 其他
- 塞巴斯蒂安·李 饰 陈
- 瑪麗亞·安吉利科 饰 死者安妮（安妮·托馬斯）
- 芙蕾雅·斯塔福德 饰 羅西
- 特拉維斯·科頓 饰 弗蘭克·哈肯
- 詹姆斯·劉 饰 阿周
- 約翰·奧西克 饰 格雷戈爾
- Li Weng 饰 Mong Jun
- 馬克·米切爾 饰 萊納斯·康明斯
- 保羅·愛爾蘭 饰 拉姆齊
- 達西·肯特 饰 伯克
- 康納·里奇 饰 普萊斯
- 扎克·布拉皮德 饰 湯姆 （杜魯芒）